# Unión de Jóvenes Comunistas
La Unión de Jóvenes Comunistas (UJC), es la organización juvenil del Partido Comunista de Cuba. El ingreso en la organización es selectivo entre los jóvenes cubanos de edades comprendidas entre los 14 y los 30 años. En el caso de los de 14 años, se les otorga el carné solo a aquellos que presentan una excepcional conducta ante el estudio, el trabajo y su desarrollo principalmente como estudiante. En 2006 la UJC contaba con más de 600 000 militantes en toda Cuba.
La UJC mantiene relaciones con 218 organizaciones de todo el mundo y está afiliada a la Federación Mundial de la Juventud Democrática (FMJD), a la vez que también participa en otras organizaciones internacionales.
El órgano de prensa de la Unión de Jóvenes Comunistas es el diario Juventud Rebelde, de gran tirada en la isla.

## Historia

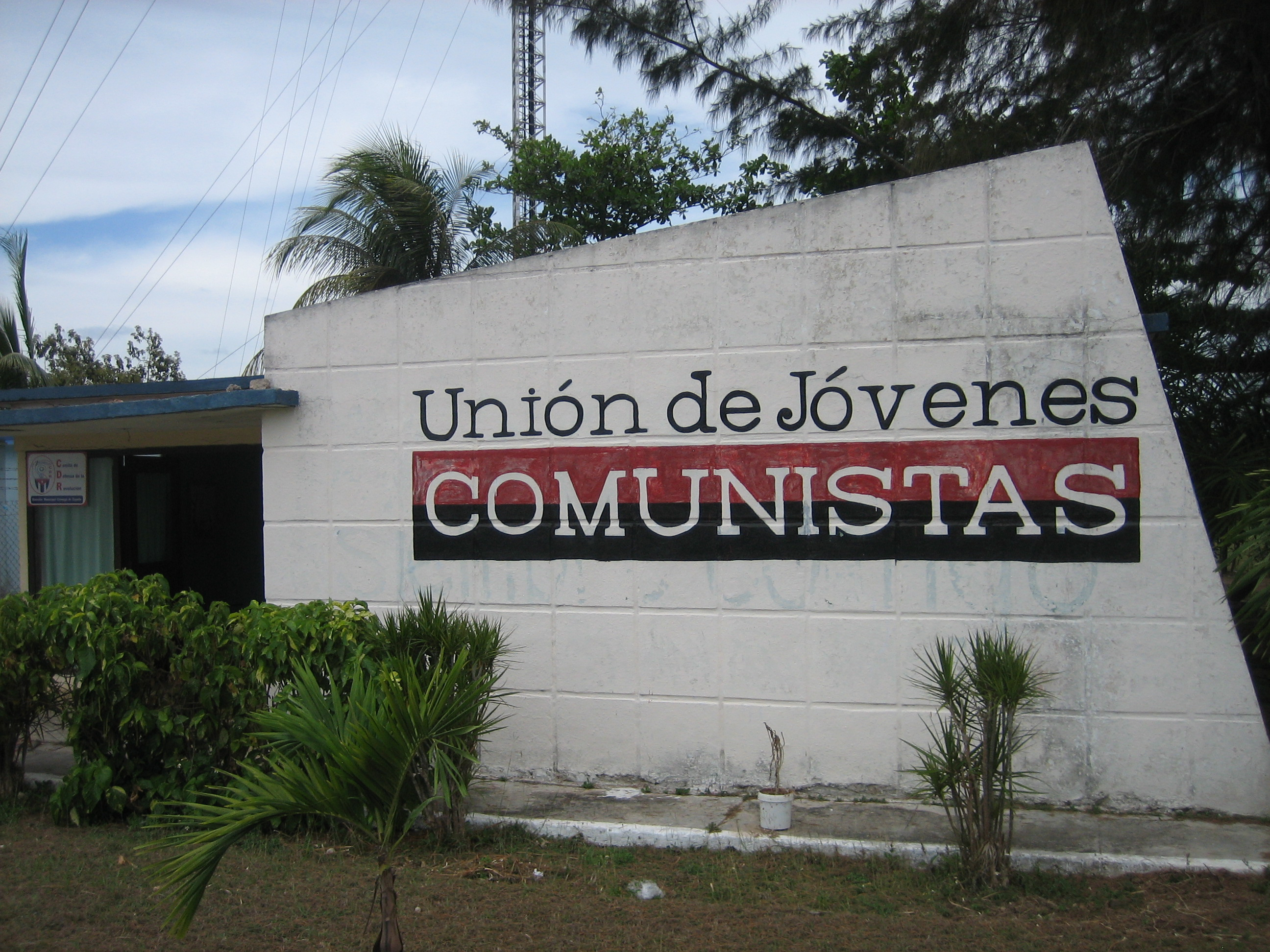
Sede de la UJC en Playa Larga.

En 1928 el primer Partido Comunista de Cuba creó la Liga Juvenil Comunista, que existiría durante poco más de media década.
A finales de 1944, por iniciativa del Partido Socialista Popular (PSP) se creó la Juventud Socialista de Cuba. Tras la Revolución Cubana de 1959 el Che Guevara creó la Asociación de Jóvenes Rebeldes, con la que se fusionaría la JSC en 1960.
El 4 de abril de 1962, durante el I Congreso de la nueva organización unificada y por sugerencia de Fidel Castro, se adopta el nombre de Unión de Jóvenes Comunistas.
La UJC impulsa diferentes programas para la atención de la juventud cubana, tal es el caso de los Joven Club de Computación y Electrónica, la empresa Campismo Popular, el Movimiento Juvenil Martiano, las Brigadas Técnicas Juveniles, las Brigadas de Instructores de Arte, los Trabajadores Sociales y además dirige las campañas de verano en toda Cuba. La organización asesora a organizaciones tales como la Federación de Estudiantes de la Enseñanza Media (FEEM), la Federación Estudiantil Universitaria (FEU) y la Organización de Pioneros José Martí (OPJM).
Es la organización política de la juventud de Cuba. El ingreso es de carácter voluntario y selectivo. En ella militan más de 500.000 jóvenes y la proyección de su trabajo va más allá de sus miembros, está dirigida a toda la juventud cubana. Su principal objetivo es la formación integral y polifacética de las nuevas generaciones.
La organización está estructurada a lo largo del país, y para dirigir los trabajos entre Congresos cuenta con un Comité Nacional y un Buró Nacional, este último integrado por 26 personas. La organización fue fundada el 4 de abril de 1962.

## Estructura
La UJC establece en sus estatutos, aprobados en 2004 durante su VIII Congreso, que la organización está estructurada de la siguiente manera:

### Congreso
Se reúne cada 4 años, en él participan delegados de toda Cuba, incluyendo al municipio especial de la Isla de la Juventud. En él se designa al Comité Nacional, al Buró Nacional, se elaboran los estatutos y los reglamentos internos.

### Buró Nacional
Está presidido por un Primer Secretario, lo integran entre 10 y 15 miembros. Es el encargado de la dirección de la organización mientras el Comité Nacional no se reúna. Existen en cada provincia y municipio un Buró Provincial y un Buró Municipal.

### Comité Nacional
Se reúne dos veces al año, en las provincias tres veces al año y en los municipios hasta 4 veces. Es el encargado de la dirección de la organización dentro de la etapa entre Congresos. En las provincias se establecen los Comité Provinciales y en los municipios, los Comités Municipales.

## Primeros secretarios/as de la UJC
| Período    | Secretario General                    | Profesión |
| ---------- | ------------------------------------- | --- |
| 1962-1966  | Joel Iglesias Leyva                   | |
| 1966-1972  | Jaime Crombet Hernández-Baquero       | Vicepresidente de la Asamblea Nacional entre 1993 y 2012. Falleció en 2013.                                                                 |
| 1972-1982  | Luis Orlando Domínguez Muñiz          | Condenado a 20 años de cárcel por corrupción y conspiración en 1987.                                                                        |
| 1982-1986  | Carlos Lage Dávila                    | Vicepresidente de Cuba entre 1993 y 2009, siendo destituido por conspiración. Es médico.                                                    |
| 1986-1993  | Roberto Robaina González              | Canciller de Cuba entre 1993 y 1999, siendo destituido por corrupción y conspiración. Actualmente es pintor y empresario de la gastronomía. |
| 1993-1994  | Juan Contino Aslán                    | Presidente del Gobierno Provincial de La Habana entre 2003 y 2011.                                                                          |
| 1994-1997  | Victoria Velázquez                    | Destituida del cargo en 1997 por corrupción.                                                                                                |
| 1997-2004  | Otto Rivero Torres                    | Vicepresidente del Gobierno entre 2004 y 2009, siendo destituido por corrupción y conspiración.                                             |
| 2004-2009  | Julio Martínez Ramírez                | Funcionario del Partido Comunista de Cuba.                                                                                                  |
| 2009-2012  | Liudmila Álamo Dueñas                 | Funcionaria del Partido Comunista de Cuba.                                                                                                  |
| 2012-2016  | Yuniasky Crespo Vaquero               | Actualmente Primera Secretaria del Partido Comunista de Cuba en Mayabeque.                                                                  |
| Desde 2016 | Sucely Morfa González                 | Actualmente Primera Secretaria del Partido Comunista de Cuba en Matanzas.                                                                   |
| Desde 2020 | Diosvany Acosta Abrahantes            | Miembro del Consejo de Estado. |
| Desde 2021 | Aylin Álvarez García                  | Miembro del Comité Central PCC y Consejo de Estado.                                                                                         |
| Desde 2024 | [[Caridad Meyvis Estevez Echeverría]] | Actualmente Primera Secretaria de la UJC |
|            |                                       | |